# 哈斯特維爾 (阿拉巴馬州)
哈斯特維爾（英語：Hustleville）是一個位於美國阿拉巴馬州馬歇爾縣的非建制地區。該地的面積和人口皆未知。

## 地理
哈斯特維爾的座標為34°18′42″N 86°10′03″W / 34.31167°N 86.16750°W，而該地的平均海拔高度為299米（即981英尺）。